# Территориальное деление Норильска

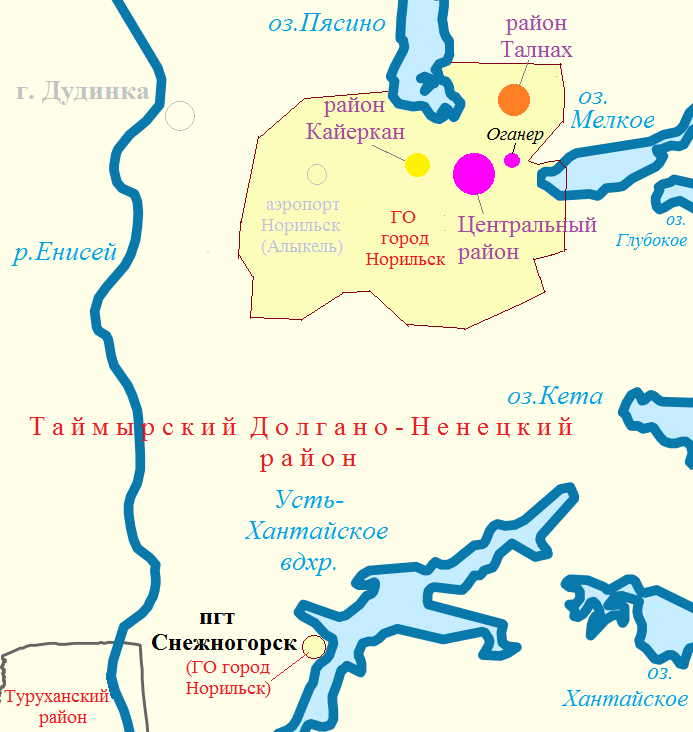
Районы Норильска
Район Кайеркан
Район Талнах
Центральный район (включая микрорайон Оганер)

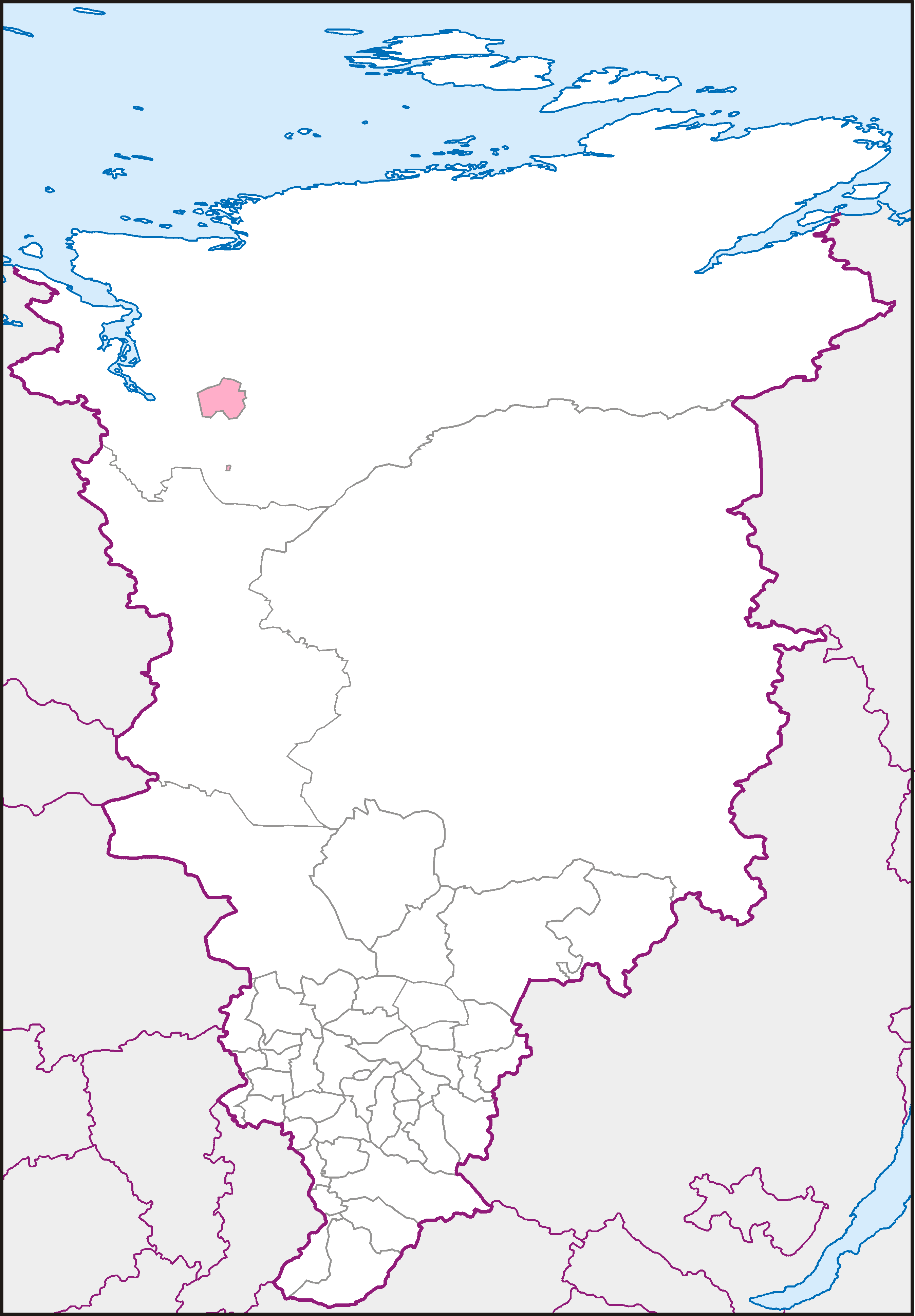
Расположение краевого города и городского округа Норильска на административной карте Красноярского края

Город Норильск, находящийся в Красноярском крае, разделён на 3 административных района.
В рамках административно-территориального устройства края, Норильск является городом краевого значения, не входящим в окружающий его Таймырский Долгано-Ненецкий район. Городу подчинены прилегающие территории и 1 отдалённый населённый пункт — пгт Снежногорск. В рамках муниципального устройства они образуют самостоятельное муниципальное образование город Норильск со статусом городского округа, в состав которого входят 2 населённых пункта (1 город и 1 пгт).
Районы Норильска не являются муниципальными образованиями.

## Районы
| №        | Район                                   | Площадь, км² | Население, чел. 2010 г. | Код ОКАТО  |
| -------- | --------------------------------------- | ------------ | ----------------------- | ---------- |
| 1        | Кайеркан                                |              | 22 338                  | 04 429 363 |
| 2        | Талнах                                  |              | 47 307                  | 04 429 365 |
| 3        | Центральный (включая микрорайон Оганер) |              | 105 720                 | 04 429 367 |
| 3.000001 | г. Норильск, всего                      |              | 175 365                 | 04 429 360 |
| 3.000002 | пгт Снежногорск, подчинённый городу     |              | 887                     | 04 429 557 |
| 3.000003 | итого краевой город (городской округ)   |              | 176 252                 | 04 429     |

Для управления районами и подчинённым пгт, администрацией города Норильска образованы муниципальные учреждения: Кайерканское, Талнахское и Снежногорское территориальные управления Администрации города Норильска.

## История
Центральный район Норильска составляет собственно исторический город Норильск. Талнах и Кайеркан в 1982—2004 годы имели статус города, но в 2004 году они были включены в городскую черту Норильска и в 2005 году преобразованы в административные районы города Норильска, а собственно Норильск в прежних границах стал Центральным районом объединённого города Норильска.